# Colle di Val d'Elsa-moskee
De Colle di Val d'Elsa-moskee is een moskee die in oktober 2013 werd ingehuldigd in San Lazzaro, aan de rand van Colle di Val d'Elsa. Ze is de grootste moskee in Toscane en de enige met een koepel en een kristallen minaret. De imam van de moskee is Izzedin Elzir (president van UCOII, imam van Florence en voorvechter van de interreligieuze dialoog) en de president van de Sienese islamitische gemeenschap die de moskee beheert is Feras Jabareen.
Het project van de moskee is opgesteld door de architect Danilo Raccuja-Vial dei Branciforti, die na een uitgebreid typologisch onderzoek probeerde de culturele invloeden van de verschillende afkomsten van de lokale moslims te bemiddelen, waardoor het oorspronkelijke idee van de moskee vorm kreeg: eerste islamitische gebedsplaats die de thuisbasis was van de profeet Mohammed.
De grond waarop de moskee staat, kreeg in 2003 een oppervlakterecht voor 99 jaar aan de "Vereniging van de Moslimgemeenschap van Siena en de Provincie" voor een huur van 11.000 euro per jaar. Het geld voor de bouw van de moskee werd verstrekt door de Italiaanse islamitische gemeenschappen (1.600.000 euro), door de MPS Foundation (300.000 euro) en door de stichting Qatar Charity. De moskee biedt plaats aan maximaal 400 gelovigen en wordt beheerd door een garantiecomité van acht leden, vier benoemd door de gemeente en vier door de islamitische gemeenschap zelf, onder voorzitterschap van Serenella Pallecchi.
Het moskeeproject in Colle di Val d'Elsa heeft begin jaren 2000 tot harde kritiek geleid, onder meer van de politicus Mario Borghezio van de Lega Nord en van de Florentijnse journaliste Oriana Fallaci die een paar maanden voor haar dood in mei 2006 heeft gezegd: ze was klaar om het op te blazen.